# 費多里夫卡 (科德馬區)
48°3′48″N 29°12′2″E / 48.06333°N 29.20056°E
費多里夫卡（烏克蘭語：Федорівка）是位於烏克蘭西南部的村莊，由敖德萨州波季利斯克区的科迪馬市鎮負責管轄。該村始建於1945年，面積0.79平方公里，海拔高度268米，2001年人口185，人口密度每平方公里276.12人。